# بيجارية نبلينية
بيجارية نبلينية (الاسم العلمي:Bejaria neblinensis) هي نوع من النباتات تتبع جنس البيجارية من الفصيلة الخلنجية.